# Klausenbauernhof

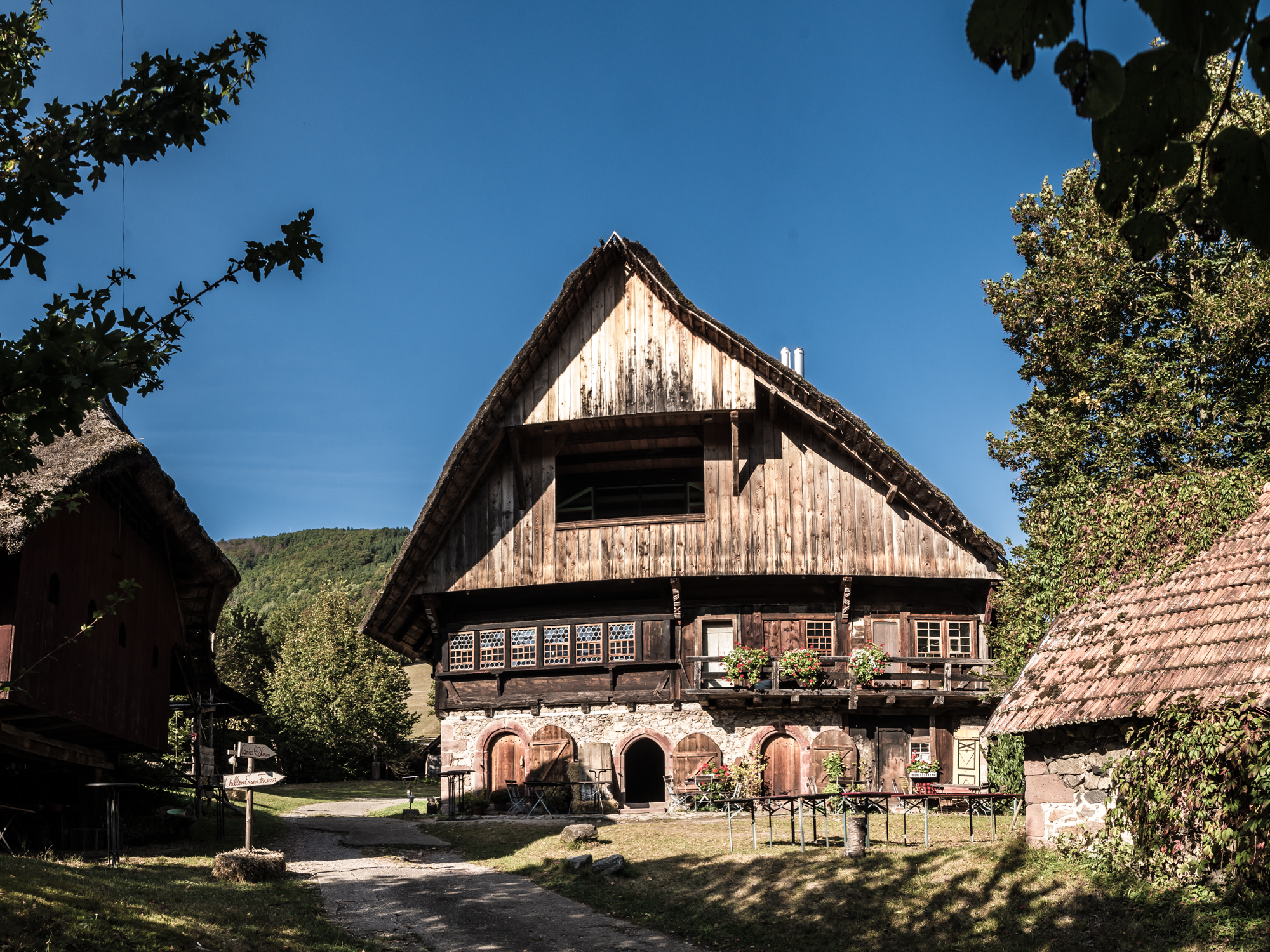
Der Klausenbauernhof (2016)

Der Klausenbauernhof ist ein ehemaliger Bauernhof im Kinzigtal im Schwarzwald rund drei Kilometer oberhalb von Wolfach.
Das Hauptgebäude wurde 1561 in der Bauform des Kinzigtäler Hauses errichtet. Noch älter ist der sogenannte Steinbau, der um 1500 als Kapelle an St. Nikolaus, den Schutzpatron der Flößer, gebaut und später vermutlich als Zollstätte der Kinzigflößerei genutzt wurde. Anfang des 17. Jahrhunderts kam der Fischerbacher Speicher hinzu. Das Back-, Wasch- und Brennhaus wurde gegen 1830, das ehemalige Schweinehaus um 1905 gebaut. Im 20. Jahrhundert stand der Hof lange Zeit leer und verfiel, bis er seit 1989 erhalten und renoviert wurde.
Der Hof wurde vom Landesdenkmalamt als Kulturdenkmal von besonderer Bedeutung in das Denkmalbuch eingetragen. Im November 2023 zeichnete die Denkmalstiftung Baden-Württemberg den Hof als Denkmal des Monats aus. Heute wird er für Feste, Hochzeiten und kulturelle Veranstaltungen genutzt.